# Sofia Malkogeorgou
Sofia Evangelia Malkogeorgou (griechisch Σοφία Ευαγγελία Μαλκογεώργου, * 22. Januar 1998 in Athen) ist eine griechische Synchronschwimmerin, die an den Olympischen Sommerspielen 2024 von Paris teilnahm.

## Leben und Karriere
Sofia Malkogeorgou begann als Kleinkind zu schwimmen. Sie wählte das Synchronschwimmen, als sie acht Jahre alt war, weil es Elemente des Balletts mit Schwimmen kombinierte. Bereits mit 13 Jahren wurde sie in die griechische Nationalmannschaft aufgenommen. Nach der Schule studierte sie an der Universität Piräus Bankwesen und unterbrach deshalb ihre Sportkarriere von 2019 bis 2021. Im September 2021, nachdem sie ihr Studium abgeschlossen hatte, nahm sie ihr intensives Training wieder auf und schloss sich abermals dem griechischen Nationalteam an. Ihren ersten großen internationalen Erfolg konnte sie 2016 verbuchen, als sie die Bronzemedaille beim Europäischen Jugendschwimmmeisterschaften in Kroatien mit ihrer Duettpartnerin Anastasia Tsola gewann.
Bei den Europameisterschaften 2018 in Glasgow war sie Teil der achtköpfigen griechischen Mannschaft, die in der Kombination mit 88,0667 Punkten Platz vier belegte und im technischen und freien Programm jeweils auf Platz fünf kam. Auch 2022 war sie Mitglied der griechischen Mannschaft, die bei den Europameisterschaften in Rom mit 89,400 Punkten den dritten Platz in der Kombination erreichte und im freien und technischen Programm jeweils Platz vier einnahm. Bei derselben Veranstaltung startete sie auch mit Evangelia Platanioti im Duett und erreichte sowohl im freien als auch im technischen Programm ebenfalls Platz vier. Eine Goldmedaille erhielt Sofia Malkogeorgou mit der griechischen Mannschaft in der gemischten freien Kombination im Mai 2022 beim Super Final der World Series in Athen, nachdem das Team mit 85,9333 Punkten bewertet worden war.
2023 erzielte sie bei den Europaspielen in Krakau, deren Synchronschwimmwettbewerbe in Oświęcim ausgetragen wurden, mit ihrer Duettpartnerin Evangelia Platanioti 245,6899 Punkte und gewann die Bronzemedaille. Im selben Jahr nahm sie auch an den Weltmeisterschaften von Fukuoka teil, wo sie mit ihrer Partnerin 238,4785 Punkte im technischen Programm der Duette und damit den sechsten Platz erreichte und mit dem Team nach einer Benotung mit 259,4729 Punkten auf Platz fünf kam. Bei den griechischen Meisterschaften gewann sie 2023 mit 248,1041 Punkten die Goldmedaille zusammen mit Platanioti im Duett.
Im Frühjahr 2024 startete Sofia Malkogeorgou wieder mit Evangelia Platanioti bei den Europameisterschaften in Belgrad, wo die beiden Schwimmerinnen im technischen Programm mit 220,6701 Punkten den fünften Platz erreichten. Bei den Weltmeisterschaften von Doha bekamen die beiden 245,9084 Punkte und kamen auf Platz sieben.
Sofia Malkogeorgou qualifizierte sich mit Evangelia Platanioti für die Olympischen Sommerspiele 2024 in Paris. Die beiden konnten im Centre Aquatique Olympique in der Gesamtwertung des Duettwettbewerbs den sechsten Platz mit 532,3002 Punkten erringen, nachdem sie Achte im technischen Programm und Sechste in der freien Kür geworden waren. Mit dem sechsten Platz erreichten Malkogeorgou und Platanioti das bis dahin beste Ergebnis griechischer Synchronschwimmerinnen bei Olympischen Spielen. Das Duett wurde von Anastasia Goutseva und Natalia Tsernetska trainiert.
Bei den Schwimmweltmeisterschaften 2025 trat Sofia Malkogeorgou im Duett-Wettbewerb mit der 16-jährigen Vasiliki Thanou an und erlangte mit 257,2792 Punkten in der freien Kür den sechsten Platz und damit das beste Ergebnis der griechischen Synchronschwimmerinnen bei diesem Sportereignis.